# 二百五十七角形
二百五十七角形（にひゃくごじゅうしちかくけい、にひゃくごじゅうななかっけい）は、多角形の一つで、257本の辺と257個の頂点を持つ図形である。内角の和は45900°、対角線の本数は32639本である。

257角形

## 性質
正二百五十七角形においては、中心角と外角は約1.40°で、内角は約178.60°となる。
また、一辺の長さがaである正257角形の面積は {\displaystyle {257a^{2} \over 4}\cot {\pi  \over {257}}\approx 5255.75062a^{2}}

## 作図
正二百五十七角形は定規とコンパスによる作図が可能な図形の一つである。p が奇素数である正p角形のうち、このような作図が可能なものは p がフェルマー素数である場合に限られる。具体的には p=3, 5, 17, 257, 65537のときで正三角形、正五角形、正十七角形、正二百五十七角形、正六万五千五百三十七角形の5つしか知られていない。
正二百五十七角形がコンパスと定規で作図できることは、任意の三角関数において、その変数としての角が 2π/257 radのとき、関数の値が有理数と平方根の組み合わせのみで表現できることを意味する。
1832年にF・J・リシェローとシュヴェンデンヴァイン(Schwendenwein)は正257角形を定規とコンパスにより作図する具体的方法を発表した。

## 参照
1. ↑  Richelot, Friedrich Julius (1832). “De resolutione algebraica aequationis X257 = 1, sive de divisione circuli per bisectionem anguli septies repetitam in partes 257 inter se aequales commentatio coronata” (Latin). Journal für die reine und angewandte Mathematik 9:  pp. 1–26, 146–161, 209–230, 337–358.
2. ↑  Coxeter, H. S. M. (February 1989). Introduction to Geometry (2nd ed. ed.). New York: Wiley. ISBN 978-0-471-50458-0